# 能生川
能生川（のうがわ）は、新潟県糸魚川市を流れる二級水系の河川である。

## 河川概要
流長は30kmで、火打山北面と容雅山西面を水源としている。
1969年に県営能生川防災ダムが完成し、1972年より能生内水面漁業生産組合によるサケの放流が始まった。
川釣りのスポットにもなっており、イワナやアユを狙って関東圏からマニアが通うほど有名である。また、春と秋にはニジマスつり大会が開かれる。

## 主な支流
- 島道川[1]
- 川詰川[1]